# 1-я танковая дивизия (ФРГ)
1-я танковая дивизия (нем. 1. Panzerdivision) — танковое соединение сухопутных войск Вооружённых сил Федеративной Республики Германия (бундесвер).
Штаб дивизии дислоцируется в Ольденбурге, ранее в Ганновере. Дивизия является старейшим соединением бундесвера и существует более 60 лет. Была сформирована 1 июля 1956 года как 1-я гренадерская дивизия, 1 марта 1959 была переименована в 1-ю танковую дивизию. Соединение входит в состав сил быстрого реагирования Бундесвера, большая часть немецких подразделений входящих в состав боевых групп ЕС и сил быстрого реагирования НАТО выделяются именно из этого соединения.

## Структура

### 2023 год
- 1-я танковая дивизия[3]
  - Штаб и рота связи, Ольденбург, Нижняя Саксония.
  - 325-й отдельный самоходный артиллерийский дивизион, Мунстер. На вооружении: 16 единиц 155-мм самоходных гаубиц PzH 2000, 8 единиц 227-мм РСЗО M270, БПЛА KZO и два контрбатарейных радара Euro-Art COBRA)
  - 610-й батальон связи, Пренцлау
  - 1-й батальон поддержки операций (резервный), Ольденбург
  - 901-й инженерный батальон (резервный), Хафельберг
  - 9-я учебная танковая бригада (Panzerlehrbrigade 9), Мунстер.
    - Штаб и рота поддержки, Мунстер.
    - 3-й учебный разведывательный батальон (Aufklärungslehrbataillon 3), Люнебург. (БРМ Феннек и БПЛА KZO)
    - 33-й мотопехотный батальон (Panzergrenadierbataillon 33), Нойштадт-ам-Рюбенберге. (44 единицы БМП «Пума»)
    - 92-й учебный мотопехотный батальон (Panzergrenadierlehrbataillon 92), Мунстер. (44 единицы БМП «Пума»)
    - 93-й учебный танковый батальон (Panzerlehrbataillon 93), Мунстер. (44 единицы Leopard 2A6)
    - 203-й танковый батальон (Panzerbataillon 203), Аугустдорф. (30 единиц ОБТ Leopard 2A6 и 14 единиц Leopard 2A7)
    - 130-й понтонно-мостовой батальон (Pionierbrückenbataillon 130), Минден.
    - 141-й батальон снабжения (Versorgungsbataillon 141), Нойштадт-ам-Рюбенберге.
    - Рота связи (Мюнстер)

  - 21-я танковая бригада (Panzerbrigade 21), Аугустдорф.
    - Штаб и рота поддержки, Аугустдорф.
    - 7-й разведывательный батальон (Aufklärungsbataillon 7), Ален. (БРМ «Феннек» и БПЛА KZO)
    - 1-й мотопехотный батальон (Jägerbataillon 1), Шварценборн. (БТР «Боксер»)
    - 91-й мотопехотный батальон (Jägerbataillon 91), Ротенбург. («Боксер»)
    - 413-й мотопехотный батальон (Jägerbataillon 413), Торгелов.
    - 921-й мотопехотный батальон (резервный) (Jägerbataillon 921), (Шварценборн)
    - 1-й инженерный батальон (Panzerpionierbataillon 1), Хольцминден.
    - 7-й батальон снабжения (Versorgungsbataillon 7), Унна.
    - Рота связи (Аугустдорф)

  - 41-я мотопехотная бригада (Panzergrenadierbrigade 41), Нойбранденбург.
    - Штаб и рота поддержки, Нойбранденбург.
    - 6-й разведывательный батальон (Aufklärungsbataillon 6), Ойтин. (БРМ Феннек и БПЛА KZO)
    - 401-й мотопехотный батальон (Panzergrenadierbataillon 401), Хагенов. (44 единицы БМП «Пума»)
    - 411-й мотопехотный батальон (Panzergrenadierbataillon 411), Фриек. (44 единицы БМП «Пума»)
    - 908-й мотопехотный батальон (резервный) (Panzergrenadierbataillon 908), Торгелов. (БТР «Боксер»).
    - 803-й инженерный батальон (Panzerpionierbataillon 803), Хафельберг.
    - 142-й батальон снабжения (Versorgungsbataillon 142), Хагенов.
    - Рота связи, Нойбранденбург

  - 43-я механизированная бригада (нидерл. 43 Gemechaniseerde Brigade), Хавелте, Нидерланды. Бригада из состава Королевской нидерландской армии, в оперативном подчинении 1-й танковой дивизии ФРГ.
    - 43-я штабная рота, Хавелте, Нидерланды.
    - 43-й разведывательный батальон (43 Brigade Verkennings Eskadron), Хавелте, Нидерланды. (БРМ «Феннек»)
    - 44-й механизированный батальон (44 Pantserinfanteriebataljon Johan Willem Friso), Хавелте, Нидерланды. (46 единиц БМП CV9035NL)
    - 45-й механизированный батальон (45 Pantserinfanteriebataljon Regiment Oranje Gelderland), Хавелте, Нидерланды. (46 единиц БМП CV9035NL)
    - 11-й инженерный батальон (11 Pantsergeniebataljon), Везеп, Нидерланды.
    - 43-я ремонтная рота (43 Herstelcompagnie), Хавелте, Нидерланды.
    - 43-я медицинская рота (43 Geneeskundige Compagnie), Хавелте, Нидерланды.
    - 10-й национальный резервный батальон (10 Natresbataljon), Ассен, Нидерланды.